# إيروما-كن في مدرسة الشياطين
إيروما-كن في مدرسة الشياطين (باليابانية: 魔入りました! 入間くん، بالروماجي: Mairimashita! Iruma-kun) هي سلسلة مانغا يابانية من تألق أوسامو نيشي، نشرت من قبل أكيتا شوتين في مجلة شامبيون شونن الأسبوعية، منذ 2 مارس 2017. أنتجت إلى مسلسل أنمي تلفزيوني من قبل استوديو بانداي نامكو بكتشرز، عرض الأنمي في 5 أكتوبر عام 2019 حتى 7 مارس 2020. عرض الجزء الثاني في 17 أبريل عام 2021 واستمر عرضه حتى 4 مارس عام 2023، وتكون من 65 حلقة.

## القصة
تدور أحداث القصة عن إيروما سوزوكي هو صبي يبلغ من العمر 14 عامًا، تم بيعه لشيطان من قبل والديه، يأخذ شيطان اسمه سوليفان إيروما إلى عالم الشياطين ويتبناه رسميًا كحفيد له، وقام بتسجيل إيروما في مدرسة بابلز للشياطين.

## الشخصيات

### الشخصيات الرئيسية
إيروما سوزوكي (باليابانية: 鈴木入間، بالروماجي: Suzuki Iruma)
أداء صوتي: أيومو موراسي
أليس أسمودوس (باليابانية: アスモデウス・アリス، بالروماجي: Asumodeusu Arisu)
أداء صوتي: ريوهيه كيمورا
كلارا فالاك (باليابانية: ウァラク・クララ، بالروماجي: Waraku Kurara)
أداء صوتي: أياكا أساي
آميري أزازيل (باليابانية: アザゼル・アメリ، بالروماجي: Azazeru Ameri)
أداء صوتي: ساوري هايامي
كاليغو نابيروس (باليابانية: ナベリウス・カルエゴ، بالروماجي: Naberiusu Karuego)
أداء صوتي: دايسكي أونو
سوليفان (باليابانية: サリバン، بالروماجي: Sariban)
أداء صوتي: تاكايا كورودا
أوبرا (باليابانية: オペラ، بالروماجي: Opera)
أداء صوتي: ميتسكي سايغا

### شخصيات أخرى
سوبلو سابنوك (باليابانية: サブノック・サブロ، بالروماجي: Sabunokku Saburo)
أداء صوتي: تاكويا ساتو
كيرولي كروسيل / أكودول كورومو (باليابانية: クロケル・ケロリ / くろむ، بالروماجي: Kurokeru Kerori / Kuromu)
أداء صوتي: ناو توياما
جاز إم. أندرو (باليابانية: アンドロ・Ｍ・ジャズ، بالروماجي: Andoro M Jazu)
أداء صوتي: تتسيا كاكيهارا
ريد شاكس (باليابانية: シャックス・リード، بالروماجي: Shakkusu Rīdo)
أداء صوتي: يوشيتاكا يامايا
إليزابيتا إيكس (باليابانية: イクス・エリサベッタ، بالروماجي: Ikusu Erisabetta)
أداء صوتي: كايدي هوندو
كاموي كايم (باليابانية: カイム・カムイ، بالروماجي: Kaimu Kamui)
أداء صوتي: غاكوتو كاجيوارا
بيكيرو أغاريس (باليابانية: アガレス・ピケロ، بالروماجي: Agaresu Pikero)
أداء صوتي: تاكوتو يوشيناغا
غيمون غيب (باليابانية: ガープ・ゴエモン، بالروماجي: Gāpu Goemon)
أداء صوتي: غينمي أوكاوا
شنايدر اللوسر (باليابانية: アロケル・シュナイダー، بالروماجي: Arokeru Shunaidā)
أداء صوتي: شونيتشي توكي
إيكو (باليابانية: エイコ، بالروماجي: Eiko)
أداء صوتي: أسامي هارونا
ويسترن جوني زاغان (باليابانية: ザガン・ジョニー・ウエスタン، بالروماجي: Zagan Jonī Uesutan)
أداء صوتي: تاكويا إغوتشي
كيتشيلايت كيماريس (باليابانية: キマリス・キッシュライト، بالروماجي: Kimarisu Kisshuraito)
أداء صوتي: تاكو ياشيرو
كيريو آمي (باليابانية: アミィ・キリヲ، بالروماجي: Amii Kiriwo)
أداء صوتي: ريوتا أوساكا
شيتشيرو بالام (باليابانية: バラム・シチロウ، بالروماجي: Baramu Shichirou)
آري (باليابانية: アリ، بالروماجي: Ari)
أداء صوتي: شينيتشيرو ميكي
رونوف لومير (باليابانية: ロノウェ・ロミエール، بالروماجي: Ronōve Romiēru)
أداء صوتي: تاتسوهيسا سوزوكا

## وصلات خارجية
- إيروما-كن في مدرسة الشياطين على موقع ANN manga (الإنجليزية)